# Dan Drápal
Dan Drápal (* 23. března 1949 Brno) je český evangelikální teolog a publicista. Po vzniku církve Křesťanská společenství se stal jejím prvním seniorem.
V letech 1967–1972 vystudoval Komenského evangelickou bohosloveckou fakultu. Po vystudování nezískal státní souhlas v komunistickém Československu nutný pro výkon duchovenského povolání a pracoval po nějakou dobu jako topič. Teprve v roce 1977 se stal vikářem sboru ČCE v Praze-Holešovicích.
Ve volbách do Sněmovny v roce 2002 kandidoval jako nezávislý za Volbu pro budoucnost Od června 2007 byl předsedou KDU-ČSL na Praze 8. V roce 2009 z KDU-ČSL vystoupil a stal se šéfredaktorem časopisu Konzervativní listy. V roce 2013 kandidoval ve volbách do Sněmovny za KDU-ČSL v hlavním městě Praze z 16. místa jako člen KDU-ČSL, zvolen do Sněmovny nebyl.
Na webu Nadačního fondu Generace 21, který v letech 2015 a 2016 usiloval o přesídlení 152 či 153 iráckých křesťanů do České republiky, je uveden jako první z 9 členů poradního sboru nadačního fondu, kteří byli iniciátory tohoto projektu pomoci uprchlíkům z Iráku a Sýrie. V rozhovoru pro iDnes.cz, zveřejněném 5. dubna 2016, připustil, že výtky vůči projektu jsou zčásti oprávněné a „něco se nepovedlo“. Problémy přičítá především odkázanosti na spolupracovníka Salmána Hasana, Iráčana žijícího dlouhodobě v Česku, který působil jako tlumočník a zprostředkovatel, i nedostatku zkušeností a etnickým odlišnostem mentality.
Ve volbách do Poslanecké sněmovny PČR v roce 2017 kandidoval za KDU-ČSL v Praze.
Je činný také jako překladatel, mimo jiné překládal pro nakladatelství Návrat domů některá díla Leanne Payneové.

## Výběrová bibliografie
- Hledání a jistota. Praha (1. vydání KMS 1992; 3. vydání KMS 2006)
- Krutý Bůh?. Praha (1. vydání Sborový dopis 1992; 2. vydání Ampelos)
- Můj vztah ke katolické církvi. Praha (Sborový dopis)
- Uzdravování. Praha : Křesťanská misijní společnost, 1993. 88 s. ISBN 80-901628-0-0.
- Církev a budoucí pronásledování. Sedlčany : Altak, 1993. 75 s. ISBN 80-901109-3-2.
- Křest – jablko sváru? Praha (KMS 1994)
- Rady pastorům Praha (Sborový dopis 1995)
- Sekty a ztráta absolutna Praha (Sborový dopis 1996)
- Žízeň po probuzení Praha (Sborový dopis 1996) Rozebráno.
- Will We Survive Western Missionaries? Praha (Sborový dopis 1996)
- Hledání a jistota. Praha : Křesťanská misijní společnost, 1997. 77 s. ISBN 80-901960-6-3.
- Budování sboru. Praha : Ampelos, 1999. 96 s. ISBN 80-902544-1-1.
- Manželství – a mnoho otázek kolem něj Praha (Ampelos 2000)
- Příručka pro čtení Písma Praha (Ampelos 2000)
- Bible, okultismus a politika : čtyři stati Dana Drápala. Praha : Ampelos, 2001. 67 s. ISBN 80-902544-9-7.
- Emancipace žen v církvi? Praha : Návrat domů, 2003. 117 s. ISBN 80-7255-084-5.
- Apoštolská služba. Praha : Nakladatelství KMS, 2004. 123 s. ISBN 80-86449-28-9.
- Jak je to se křtem v Duchu? Praha : Nakladatelství KMS, 2006. 56 s. ISBN 80-86449-42-4.
- Jak to všechno začalo - 1. díl dějin maninského společenství Praha (KS Praha 2008)
- Úvahy nad Žalmy Praha (Návrat domů 2008)
- Problémy sytých : Česko a Evropa v dnešním světě. Praha : Nakladatelství KMS, 2008. 76 s. ISBN 978-80-86449-58-6.
- Léta růstu - 2. díl dějin maninského společenství (KS Praha 2009)
- Návod k použití světa (Nakladatelství KMS 2009)
- Zlom - 3. díl dějin maninského společenství (KS Praha 2011)
- Jak připravovat kázání (Nakladatelství KMS 2011)
- Večeře Páně (Nakladatelství KMS 2012)
- Úvahy nad 2. knihou Žalmů (Návrat domů, Praha 2012)
- Očekávání na Boha – Úvahy na každý den v měsíci (Juda, Praha 2015) ISBN 978-80-87239-30-8 (nový překlad)
- Ukážu ti, co se má stát: Kniha o knize Zjevení (Nakladatelství KMS 2020)